# El Hoyo de Pinares
Hoyo de Pinares es un municipio y localidad española de la provincia de Ávila, en la comunidad autónoma de Castilla y León. El término municipal tiene una población de 2183 habitantes (INE 2024).

## Símbolos
El escudo heráldico representa al municipio fue aprobado oficialmente el 11 de septiembre de 2001 y se blasona de la siguiente manera:

De plata tres pinos arrancados de sinople puestos en faja, siendo el central de mayor altura; bordura de gules; al timbre corona real cerrada.
Boletín Oficial de Castilla y León nº 186 de 24 de septiembre de 2001

## Geografía
Situada en las estribaciones de las sierras de Guadarrama y Gredos, en plena depresión del río Alberche, la localidad —que se encuentra a una altitud de 850 m sobre el nivel del mar— emerge desde una concavidad propia de su nombre, expandiendo su casco urbano de forma helicoidal hasta alcanzar su punto más elevado en su confluencia con el extenso pinar, en los lugares conocidos como "La Asomadilla" y "La Perdiguera", donde se funde con la colonia veraniega, en cuyos meses de estío y fines de semana, su población sufre una explosión demográfica que triplica su número de habitantes.[cita requerida]
| Noroeste: San Bartolomé de Pinares | Norte: San Bartolomé de Pinares | Noreste: San Bartolomé de Pinares           |
| Oeste: San Bartolomé de Pinares    |                                 | Este: Valdemaqueda (Comunidad de Madrid)    |
| Suroeste: Cebreros                 | Sur: Cebreros                   | Sureste: Valdemaqueda (Comunidad de Madrid) |

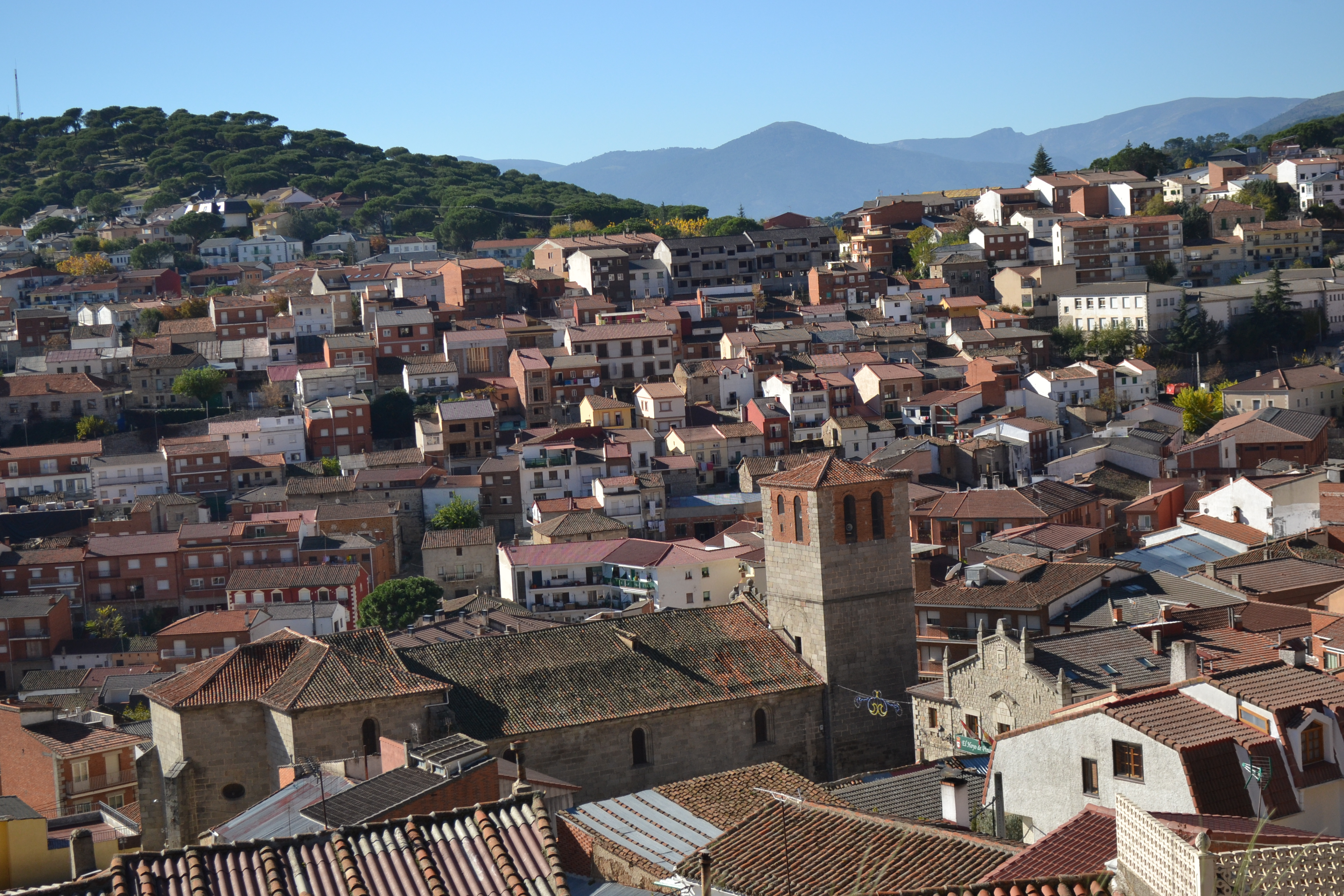
Pueblo de El Hoyo de Pinares

Rodeado de una importante masa forestal, conforma un ecosistema compartido con las poblaciones limítrofes en el que habitan aves protegidas, entre ellas el buitre negro y el águila imperial.

## Transporte
Al municipio llega una línea de autobús, que comienza su recorrido en el Intercambiador de Moncloa, en Madrid. Está operada por la empresa ALSA y es la siguiente:
| Línea | Recorrido                                        |
| ----- | ------------------------------------------------ |
| 645   | Madrid (Moncloa) – Robledo de Chavela - Cebreros |

## Historia
Protohistoria y Edad Antigua
El territorio de Hoyo de Pinares, de la Comarca que la circunda y de toda la provincia de Ávila, tienen el común denominador de haber sido poblados en tiempos de la Edad del Hierro por el pueblo vetón, de origen celta, cuyos hombres se caracterizaban por su aguerrida vida, su rudeza y su dedicación al pastoreo. 
A pocos kilómetros de Hoyo de Pinares, en el término municipal de El Tiemblo, se erigen en perfecta formación, cuatro verracos esculpidos en granito, conocidos como los Toros de Guisando, que son el testimonio, junto a los castros célticos diseminados por la provincia de Ávila, de esta cultura prerromana que se enfrentó a los ejércitos romanos.
Edad Media
Después desfilarían los godos y, más tarde, habitarían estas tierras los árabes, hasta la liberación por Alfonso VI, rey de Castilla y León. 
En la época musulmana, casi toda la provincia de Ávila fue arrasada por el poder de Muza, quedando prácticamente asolada y despoblada casi por completo, como la encontraría Fernando I quien reconocería que Ávila había sido devastada. Solo aguantaron algunos pequeños núcleos de población, según nos cuenta el historiador Claudio Sánchez Albornoz, en las serranías centrales, donde pervivieron algunos reducidos grupos de población goda. Es decir, en enclaves casi escondidos de la sierra de Guadarrama y Gredos, como sería el caso de Hoyo de Pinares[cita requerida], conocido en el lenguaje antiguo castellano como "EL FOYO" (El Hoyo). 
La toponimia "Nava" (Llanura entre montañas) estaría muy ligada a poblaciones prerromanas, cuya palabra ha perdurado hasta nuestros días. En Hoyo de Pinares tenemos constancia de una aldea despoblada en la Edad Media, Navaserrada, cuyos habitantes se integraron junto a los de Helipar, Quemada, y otras aldeas, en Hoyo de Pinares.
Las repoblaciones de Ávila durante el reinado de Alfonso VI, en 1085, encomendadas a su yerno Raimundo de Borgoña, estuvieron protagonizadas principalmente por vasco-navarros, riojanos, asturianos, castellanos de Burgos, cántabros y gallegos. Pero esta repoblación no alcanzó a la Tierra de Pinares, porque aunque precariamente, sobrevivió a las razzias musulmanas y permaneció poblada.[cita requerida]
Por consiguiente, podríamos afirmar con rotundidad que, en algunas aldeas abulenses de la sierra, sobrevivió un tipo racial germánico de la era céltica o visigoda[cita requerida], cuyos habitantes se dedicaron durante siglos principalmente al pastoreo y a la ganadería en general. El Tiemblo, una localidad próxima, fue un ejemplo de aldea goda, donde en su necrópolis han aparecido broches de cinturones de la época visigoda y se han encontrado ajuares de collares y hebillas de cinturones, así como fíbulas de bronce, correspondientes en su mayor parte al siglo VII, tanto en esa localidad, como en Santa Cruz de Pinares y San Bartolomé de Pinares.
Durante la Edad Media, el arciprestazgo de toda la Tierra de Pinares radicó en Villalba de Pinares, donde una vez despoblada esta aldea, en el siglo XVI, trasladaría su sede a la Villa de Hoyo de Pinares, distante de ella a tan solo 3 kilómetros, hasta que después del Concordato de 1851, el arciprestazgo de Pinares se reestructurara en dos: Cebreros, que comprendía seis pueblos próximos y Hoyo de Pinares que comprendía siete pueblos próximos, entre los que figuraban: Hoyo de Pinares, Valdemaqueda, Las Navas del Marqués, Navalperal de Pinares, San Bartolomé de Pinares, Herradón de Pinares y Santa Cruz de Pinares. Posteriormente, el arciprestazgo se reagruparía de nuevo y quedaría asentado definitivamente en Cebreros.
Edad Moderna
En 1587 Hoyo de Pinares inicia los trámites ante la Corona para segregarse de la jurisdicción de la ciudad de Ávila y constituirse en villa independiente. Ávila argumentó en su contra que, de 250 vecinos con los que contaba la localidad, sólo lo deseaban 17. Las Cortes de 1592 se pronunciaron desfavorablemente contra la aspiración hoyanca, por considerar que era "dañoso y perjudicial, así para las cabezas de los partidos, por disminuirse sus fuerzas y autoridad, como para los mismos lugares, porque para pagar su exención se empeñaban en grandes cantidades.... y no tienen en la administración de justicia la buena orden que conviene".
Sin embargo, esta aspiración se conseguiría años más tarde, durante el reinado de Felipe IV, previa compra del título de villa a la Corona, tal como lo hicieron numerosos pueblos, entre ellos, Robledo de Chavela, que se independizó de la ciudad de Segovia a la que pertenecía. Con los ingresos recaudados, el monarca trataba de paliar las grandes pérdidas de las arcas reales que se encontraban en auténtica bancarrota. En numerosos casos, también les llevó a la bancarrota a las villas que adquirieron estos títulos, por el alto grado de endeudamiento que adquirieron, teniendo que venderlas más tarde, incluso a personas particulares. No se tiene constancia de que, a pesar de que esta situación era inherente a la dependencia de un nuevo señor o señorío, se quisiera volver a la situación anterior y se restituyera voluntariamente a la villa o ciudad de la que se había separado, como sucedería con Hoyo de Pinares.
Edad Contemporánea
A mediados del siglo XIX, el lugar contaba con una población censada de 917 habitantes. La localidad aparece descrita en el noveno volumen del Diccionario geográfico-estadístico-histórico de España y sus posesiones de Ultramar de Pascual Madoz de la siguiente manera:

HOYO DE PINARES (el): v. con ayunt. y arciprestazgo (V. su art.) de la prov. y dióc. de Avila (6 leg.), part. jud. de Cebreros (1), aud. terr. de Madrid (12), c. g. de Castilla la Vieja (Valladolid 18): sit. á la falda S. de una colina; y entre 2 cerros que la dominan por N. y S., la combaten con mas frecuencia los vientos E. y O. y su clima es templado y saludable: padeciéndose comunmente, algunas intermitentes: tiene 240 casas de mediana construccion distribuidas en varias calles empedradas, y 2 plazos, la una destinada á la venta de los comestibles y la otra a las corridas de novillos; en la primera está la casa de ayunt., hay cárcel, escuela de instruccion primaria para niños, á la que concurren de 70 á 80 alumnos que se hallan á cargo de un maestro dotado con 2,200 rs., otra de niñas cuya maestra recibe 1,500; 4 fuentes de buenas aguas de las que se utilizan los vec. para sus usos y el de los ganados; y una igl. parr. (San Miguel Arcángel) servida por un párroco con el título de Arcipreste, cuyo curato es de segundo ascenso y de provision ordinaria: el cementerio se halla en parage que no ofende la salud pública: el térm. confina N. San Bartolomé de Pinares; E. Granja del Quegigar, y S. y O. Cebreros; se estiende 2 leg. de. E á O., 1 1/4 de N. á S. y comprende 5,096 fan.; 2,228 de tierras cultivadas y 2,878 de incultas; de las cultivadas, 218 son de segunda suerte que se destinan á trigo; y 2,000 de tercera ó centeno y algarrobas; hay montes de pinos negrales, enebros, y otros arbustos; los que tienen un guarda pagado por el pueblo para su conservacion; dehesas de roble con destino al carboneo; bastantes pastos, como que los ganados del pueblo rara vez tienen necesidad de trashumar; diferentes huertos, algunos minerales de galena argentífera de cobre y hierro, y bastante viñedo en cuyo ramo va progresando, mirándosele ya como primer elemento de subsistencia; brotan en él varias fuentes y le cruzan y bañan los riach. Beceas y Sotillos; sobre el premiro acaba de construirse un puente bastante regular aunque algo estrecho que ofrece espedita comunicacion de la cab. del part. con los pueblos sit. á su N.: el terreno es débil, pedregoso y de secano; participando de montañas, cerros y llanos. caminos: los que dirigen á los pueblos limítrofes en mediano estado: el correo se recibe de la cap. 3 veces á la semana. prod.: trigo, cebada, centeno, algarrobas, lino, vino, aceite, legumbres, hortalizas, y frutas; mantiene ganado lanar, cabrio, vacuno y asnal; cria caza de conejos, liebres, perdices y otras aves, y de animales dañinos, lobos, zorras y garduñas. ind. y comercio: la agrícola, algunos tejedores, molinos harineros; y esportacion de los frutos sobrantes y ganados para Madrid y otros puntos. pobl.: 220 vec., 917 alm. cap. prod.: 4.088,690 rs. imp.: 163,448. ind.: y fabril, 6,150. contr.: 11,064 rs. 12 mrs.
(Madoz, 1847, pp. 244-245)

## Demografía
El Hoyo de Pinares cuenta con una población de 2183 habitantes (INE 2024).
| Gráfica de evolución demográfica de El Hoyo de Pinares entre 1842 y 2021 |
| |
| Población de derecho según los censos de población del INE. Población de hecho según los censos de población del INE.En estos censos se denominaba Hoyo de Pinares: 1842 y 1857. |

## Fiestas
- San Miguel Arcángel. Las fiestas patronales de la localidad se celebran el día 29 de septiembre, festividad de San Miguel Arcángel, con encierros y grandes corridas de toros, animados pasacalles y bailes al aire libre con gran participación popular. La tradicional procesión de San Miguel parte de la iglesia (siglo XVI) y recorre las principales calles de la localidad. También tienen lugar en la plaza de España extraordinarios conciertos protagonizados por la excelente banda municipal y otras invitadas, llegadas de distintos municipios.
- Romería de la Virgen de Navaserrada. El último sábado del mes de mayo, con gran asistencia y devoción, se desplaza en procesión la venerada imagen de la Virgen de Navaserrada, patrona también del municipio, hasta la pradera del Fresne, en cuyo lugar se encuentran los restos de la ermita que hace siglos se levantaba en la aldea de la que toma su nombre (Navaserrada) cuyas ruinas, en los años 60, se trasladaron a este lugar. Durante todo el recorrido, siguiendo la carretera que sube a Navalperal, las gentes del pueblo entonan cánticos religiosos, acompañados de la dulzaina y el tamboril. Llegados a la pradera se celebra una misa de campaña y se vive una jornada de confraternización, amenizada con juegos para mayores y niños, donde se alterna la tortilla y el chuletón con el buen vino de la tierra.